# Lac Peïpous
Le lac Peïpous ou lac des Tchoudes (en russe : Псковско-Чудское озеро, Чудско-Псковское озеро, Pskovsko-Tchoudskoïe ozero, Tchoudsko-Pskovskoïe ozero ; en estonien : Peipsi-Pihkva järv ; en allemand : Peipussee) est un vaste lac partagé entre l'Estonie et la Russie.

## Géographie
Par sa superficie, c'est le quatrième lac d'Europe après les lacs Ladoga et Onega en Russie, au nord de Saint-Pétersbourg, et Vänern en Suède. Il est suivi par les lacs Saimaa et Inari en Finlande.
Il s'étend sur 3 555 km2 pour une profondeur moyenne de 7,1 mètres. Sa profondeur maximum n'est que de 15 mètres,.
De nombreuses espèces de poissons sont présentes, mais le lac souffre de la pollution provoquée par les complexes industriels soviétiques.
Le lac est formé de trois parties qui peuvent aussi être considérées comme des lacs : 
- Le lac Peïpous à proprement parler (estonien : Suur järv, russe : Чудское озеро) est la partie septentrionale du lac dont la superficie est de 2 611 km2 (73 %) ;
- Le lac Pihkva ou de Pskov (estonien : Pihkva järv, russe : Псковское озеро) est la partie méridionale du lac dont la superficie est de 708 km2 soit 20 %) ;
- Le lac Lämmi/Teploe (estonien : Lämmijärv, russe : Тёплое озеро) est la partie qui connecte les deux précédentes, sa superficie est de 236 km2 ou 7 %).

Les premier et troisième lacs sont partagés en l'Estonie et la Russie, le deuxième est  quasi entièrement russe.
L'émissaire du lac Peïpous est le fleuve Narva qui se jette dans le golfe de Finlande et constitue, sur la totalité de son parcours, la frontière entre Estonie et Russie.

## Histoire
En 1242, les chevaliers teutoniques et les troupes du prince de Novgorod Alexandre Nevski s'affrontèrent sur le lac gelé lors de la bataille du lac Peïpous (connue en Russie sous le nom de « Bataille sur la glace »).

## Climat, température
Une augmentation de la température printanière de l'eau est constatée depuis un demi-siècle, due au réchauffement climatique. Elle se traduit aussi par un changement de comportement de ponte (date plus précoce ou non) chez certains poissons. ce phénomène a été étudié dans ce lac (et dans le Lac Võrtsjärv) chez la brème (qui pond maintenant nettement plus tôt) et le gardon qui pond toujours à la même date, mais dans une eau plus chaude (d'environ 2 °C), ce qui pourraient modifier les relations entre les deux espèces et entre ces espèces et le reste du réseau trophique.

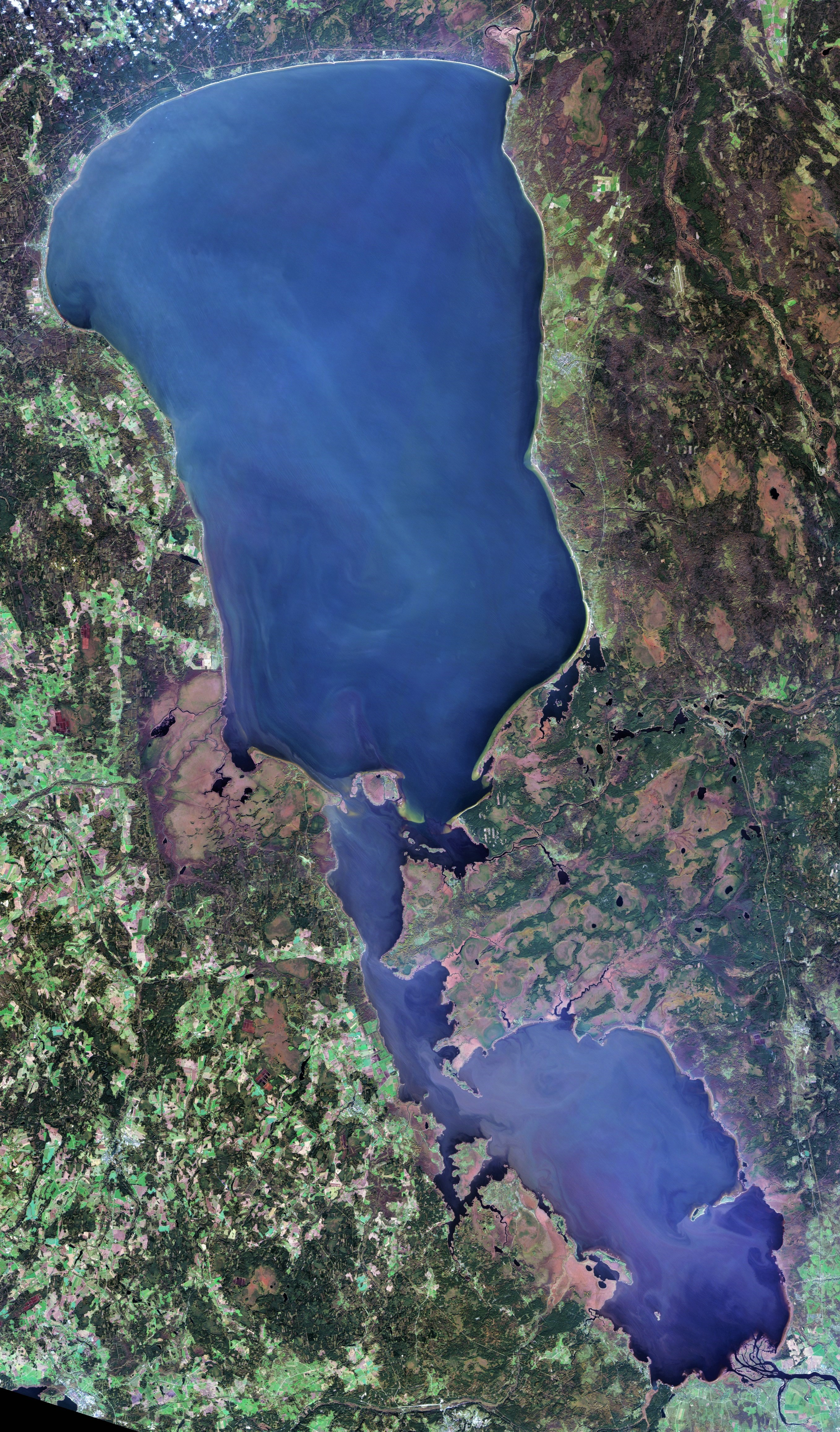
Vue satellite du lac Peïpous.